# Pedies siyonamius
Pedies siyonamius är en insektsart som beskrevs av Cigliano och D. Otte 2003. Pedies siyonamius ingår i släktet Pedies och familjen gräshoppor. Inga underarter finns listade i Catalogue of Life.